# Remo Giazotto
Remo Giazotto (n. Roma, Italia en 1910 - Pisa, 1998) fue un musicólogo italiano conocido especialmente por su clasificación y catalogación de las obras de Tomaso Albinoni. Asimismo, escribió biografías del propio Tomaso Albinoni y otros compositores, incluyendo a Antonio Vivaldi.
Giazotto fue el crítico musical (desde 1932) y editor (1945-1949) de la Rivista musicale italiana y fue nombrado coeditor de la Nuova rivista musicale italiana en 1967. Fue profesor de Historia  de la Música en la Universidad de Florencia (1957-69) y en 1962 fue nombrado miembro de la Acedemia Nazionale di S. Cecilia. 
En 1949 Giazotto llegó a ser el director de los programas de música de cámara para la RAI (Radio Audizioni Italiane) y en 1966 fue el director de los programas internacionales organizados a través de la Unión Europea de Radiodifusión. Fue también el presidente del comité de la RAI y editor de una serie de biografías sobre compositores.
Giazotto es famoso por su publicación de la obra llamada Adagio de Albinoni que decía haber transcrito de un fragmento de un manuscrito de Albinoni que encontró en la Biblioteca Estatal de Dresde, poco después de la Segunda Guerra Mundial (al tiempo que completó una biografía y una clasificación de la obra de Albinoni). Él afirmaba que había hecho el arreglo de la obra, pero que no la había compuesto. De haberla creado él sería su única composición. Se sabe hoy en día que es una obra enteramente original de Giazotto. El fragmento supuestamente encontrado disponía solo del pentagrama del bajo y de seis compases de la melodía, y se supone que era el movimiento lento de una sonata a trío. Giazotto compuso pues, sin crédito, el famoso Adagio en 1945 y fue publicado por primera vez en 1958. 

## Obras
- Il melodramma a Genova nei secoli XVII e XVIII (Génova, 1941)
- Tomaso Albinoni, 'musico violino dilettante veneto' (1671-1750) (Milán, 1945)
- Busoni: la vita nell opera (Milán, 1947)
- La musica a Genova nella vita pubblica e privata dal XIII al XVIII secolo (Génova, 1952)
- Poesia melodrammatica e pensiero critico nel Settecento (Milán, 1952)
- 'Il Patricio di Hercole Bottrigari dimostrato practicamente da un anonimo cinquecentesco', CHM, i (1953), 97-112
- Harmonici concenti in aere veneto (Roma, 1955)
- La musica italiana a Londra negli anni di Purcell (Roma, 1955)
- Annali Mozartiani (Milán, 1956)
- Giovan Battista Viotti (Milán, 1956)
- Musurgia nova (Milán, 1959)
- Vita di Alessandro Stradella (Milán, 1962)
- Vivaldi (Milán, 1965)
- La guerra dei palchi, NRMI, i (1967), 245-86, 465-508; iii (1969), 906-33; v (1971), 1304-52
- 'Nel CCC anno della morte di Antonio Cesti: ventidue lettere ritrovate nell' Archivio di Stato di Venezia', NRMI, iii (1969), 496-512